# Armand Traoré
Armand Traoré (em árabe: أرماند تراوري), mais conhecido como Traoré (Paris, 8 de outubro de 1989), é um futebolista francês naturalizado senegalês que atua como lateral-esquerdo e meia. Atualmente joga pelo Nottingham Forest.

## Carreira
Traore representou o elenco da Seleção Senegalesa de Futebol no Campeonato Africano das Nações de 2012.